# Vassilios Tsiartas
Vassilios Tsiartas (grč. Βασίλης Τσιάρτας) (Aleksandreia, Grčka, 12. studenoga 1972.) je umirovljeni grčki nogometaš. Igrao je na poziciji ofenzivnog veznog a njegove igračke sposobnosti nikada nisu bile upitne te je zbog toga često nosio dres s brojem 10. Posebno su do izražaja dolazili njegovi slobodni udarci te je najčešće on izvodio jedanaesterce u grčkoj reprezentaciji i klubovima u kojima je igrao. S reprezentacijom je 2004. osvojio europski naslov te je bio njena važna karika. U svojoj cijeloj igračkoj karijeri nije dobio niti jedan crveni karton.

## Klupska karijera
Tsiartas je karijeru započeo u lokalnom klubu AE Alexandris da bi nakon toga nastavio igrati za Naoussu. 1993. postaje članom atenskog AEK-a. S klubom je 1993. i 1994. bio grčki prvak a 1996. je osvojio kup. Igrajući u klubu kao ofenzivni vezni u sezoni 1995./96. bio je najbolji strijelac prvenstva.
Odlične igre u grčkom prvenstvu omogućile su Tsiartasu transfer u španjolsku Sevillu. Tamo je bio kapetan momčadi te njen veoma važan igrač. S klubom se plasirao u Primeru a u Sevilli je bio poznat kao El Mago zbog preciznih i snažnih slobodnih udaraca.
Nakon četiri godine provedene u Španjolskoj, Tsiartas se 2000. vraća u domovinu, odnosno u AEK Atenu. S klubom je 2002. osvojio grčki kup a 2004. odlazi u 1. FC Köln. U njemačkom klubu je igrao malo te je nakon jedne sezone potpisao za Ethnikos u kojem je i završio karijeru. Svoje povlačenje iz profesionalnog igranja nogometa je najavio 14. veljače 2007.

## Reprezentativna karijera
Nakon što je već nastupao za mlade U16 i U21 reprezentacije, Tsiartas je za seniorsku momčad debitirao 27. travnja 1994. na utakmici protiv Saudijske Arabije. U 70 nastupa za Grčku igrač je postigao 12 pogodaka od čega ih je 5 bilo iz jedanaesterca. Tijekom Europskog prvenstva u Portugalu, Tsiartas je u igru ulazio uglavnom kao zamjena. Tada je imao dvije asistencije u postizanju pogodaka protiv Španjolske i Češke na grčkom putu prema naslovu europskog prvaka.
S reprezentacijom je nastupao i na Kupu konfederacija koji se 2005. igrao u Njemačkoj.

### Pogoci za reprezentaciju
| #   | Datum               | Mjesto             | Protivnik      | Pogodak | Rezultat | Natjecanje                                  |
| --- | ------------------- | ------------------ | -------------- | ------- | -------- | ------------------------------------------- |
| 1.  | 17. svibnja 1995.   | Vilnius, Litva     | Litva          | 1 – 1   | 1 – 2    | Prijateljska utakmica                       |
| 2.  | 15. studenoga 1995. | Heraklion, Grčka   | Farski Otoci   | 5 – 0   | 5 – 0    | Kvalifikacije za EURO 1996.                 |
| 3.  | 24. siječnja 1996.  | Halkida, Grčka     | Izrael         | 2 – 1   | 1 – 2    | Prijateljska utakmica                       |
| 4.  | 6. listopada 1999.  | Atena, Grčka       | Albanija       | 2 – 1   | 1 – 2    | Kvalifikacije za Kvalifikacije za EURO 2000 |
| 5.  | 9. listopada 1999.  | Maribor, Slovenija | Slovenija      | 1 – 0   | 1 – 2    | Kvalifikacije za EURO 2000                  |
| 6.  | 10. studenoga 2001. | Atena, Grčka       | Estonija       | 5 – 0   | 1 – 2    | Prijateljska utakmica                       |
| 7.  | 27. ožujka 2002.    | Patras, Grčka      | Belgija        | 2 – 1   | 1 – 2    | Prijateljska utakmica                       |
| 8.  | 26. ožujka 2003.    | Graz, Austrija     | Austrija       | 2 – 1   | 1 – 2    | Prijateljska utakmica                       |
| 9.  | 30. travnja 2003.   | Žilina, Slovačka   | Slovačka       | 2 – 1   | 1 – 2    | Prijateljska utakmica                       |
| 10. | 11. listopada 2003. | Atena, Grčka       | Sjeverna Irska | 2 – 1   | 1 – 2    | Kvalifikacije za Euro 2004                  |
| 11. | 31. ožujka 2004.    | Heraklion, Grčka   | Švicarska      | 2 – 1   | 1 – 2    | Prijateljska utakmica                       |
| 12. | 9. listopada 2004.  | Kijev, Ukrajina    | Ukrajina       | 2 – 1   | 1 – 2    | Kvalifikacije za SP u Njemačkoj 06'         |

## Osvojeni trofeji

### Klupski trofeji
| Klub      | Natjecanje      | Godina |
| Grčka     | Grčka           | Grčka  |
| --------- | --------------- | ------ |
| AEK Atena | Grčko prvenstvo | 1993.  |
| AEK Atena | Grčko prvenstvo | 1994.  |
| AEK Atena | Grčki kup       | 1996.  |

### Reprezentativni trofej
| Portugal   | Portugal |
| Natjecanje | Trofej   |
| ---------- | -------- |
| EURO 04'   | Zlato    |

### Individualni trofeji
| Nagrada                             | Godina |
| ----------------------------------- | ------ |
| Grčki igrač godine                  | 1996.  |
| Najbolji strijelac grčkog prvenstva | 1996.  |

## Vanjske poveznice
- Tsartas, el 'sabio griego' del equipo de Rehhagel
- Tsiartas signs off with pride